# Protestantismus

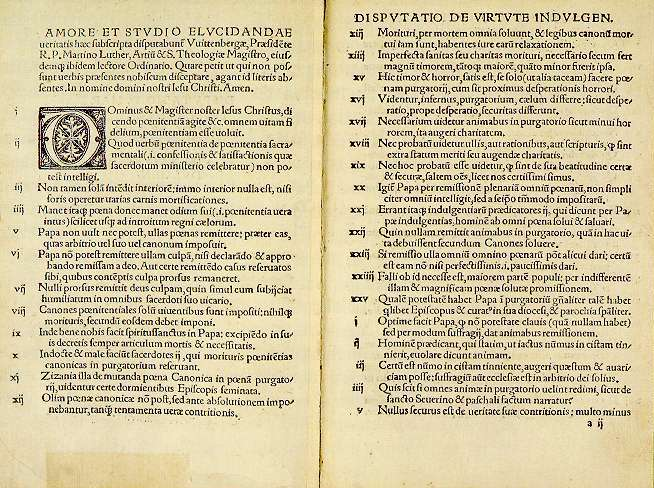
95 tezí Martina Luthera z roku 1517 se považuje za počátek reformace

Protestantismus neboli též protestantství je jeden z hlavních směrů křesťanství, vycházející z náboženských reformních hnutí západní Evropy pozdního středověku a raného novověku, především z reformace, zahájené vystoupením Martina Luthera proti prodeji odpustků roku 1517. Označení protestanti bylo původně politické a vztahovalo se na luteránská knížata a města, která na říšském sněmu ve Špýru roku 1529 protestovala proti zákazu reformace ve Svaté říši římské. Počínaje vestfálským mírem r. 1648 se označení rozšířilo na všechny křesťany vyznávající reformační a podobné nauky. Jiné označení pro protestanty je evangelíci, což odkazuje k jejich důrazu na bibli, evangelium.

## Dějiny
Protestantismus vznikl během světové reformace 16. století, krize západní církve se však projevovala již na konci středověku řadou reformních hnutí, pro které se někdy užívá termín první reformace, do níž se zahrnuje i české husitství, respektive česká reformace. Z první reformace dodnes bez přerušení přetrvává hnutí valdenských a českých bratří (zejm. Jednota bratrská). Půdu reformaci připravovali i mystici typu Mistra Eckharta a humanisté jako Erasmus Rotterdamský, na jejichž náboženské a intelektuální podněty mohli reformátoři navázat.
Počátek vlastní reformace se klade na 31. října 1517, kdy Martin Luther předložil svých 95 tezí, kritiku zlořádů tehdejší církve, především zneužívání odpustků. Lutherem založené hnutí se rychle šířilo zprvu po Německu a poté po celé západní a střední Evropě. Vedle kritiky stávajícího zneužívání náboženské moci nabízelo i pozitivní náboženský obsah, zejména bohoslužbu v lidovém jazyce namísto dosavadní latiny, prostotu a soustředění na jádro křesťanského poselství, jak mu reformátoři rozuměli. Pro úspěch reformace měla velký význam i podpora řady světských vládců, z nichž někteří – jako například anglický král Jindřich VIII. Tudor – vedle očisty církve vítali i možnost zabavovat církevní majetek a osvobodit se od vlivu papežství. Protest reformovaných knížat a měst na říšském sněmu ve Špýru roku 1529 také dal novému hnutí jméno.
Protestantismus sice nese inovativní myšlenky v oblasti teologie, organizace církve, procesu bohoslužeb a křesťanských tradic, ale v praxi byly reformy většinou prováděny velmi pozvolna. I katolická církev provádí vlastní reformy, jimiž odpovídá na kritiku reformátorů, takže se změny v konečném důsledku týkají všech lidí, nejen protestantů. Reformátoři se eventuálně setkali s problémem: počáteční nadšení lidí se vytratilo, přijímali inovace především chladně a někdy s nimi i nesouhlasili. Vyvstala tak nutnost plynulé změny, přechod k tomu, co považovali evangelisté za ideální nakonec trval skoro 100 let.
Reformace se ovšem neprosadila v celé západní Evropě. Za papežství se postavil vlivný rod Habsburků a další panovníci jižní a východní Evropy a sama římská církev prošla reformou v takzvané protireformaci. Třicetiletá válka a další konflikty 16. a 17. století přinesly jisté územní posuny, například české země se po potlačení stavovského povstání rekatolizovaly, ovšem západní a střední Evropa zůstala rozdělena na země římskokatolické (většinou románská a západoslovanská území) a protestantské (většinou germánská území) a nábožensky rozdělena zůstala i samotná Svatá říše římská.
Na rozdíl od centralizovaného římského katolicismu byly reformované církve od počátku regionálně i věroučně roztříštěné. Luteránství, navazující přímo na Luthera, se prosadilo především v severním Německu a Skandinávii. Radikálnější kalvinismus, založený na syntéze učení Jana Kalvína a Ulricha Zwingliho, se prosadil zejména na části frankofonního území, anglosaského světa a Nizozemí. Anglikánství vychází z reformačního působení Jindřicha VIII. a jím dosazeného arcibiskupa Thomase Cranmera na Britských ostrovech a je podnes státní církví Anglie. Vedle těchto hlavních směrů vznikly v oblasti reformace již v 16. století další skupiny, například novokřtěnci, na něž navazují dnešní baptisté, odmítající křest dětí, anebo předchůdci dnešních unitářů, popírající nauku o boží Trojici. Novokřtěnci vytvářeli vlastní uzavřené demokratické komunity, pojila se s nimi víra v konec světa, cokoliv světského bylo označeno za špatné. Nejprve byli církví tolerováni, poté ale byli prohlášeni za kacíře a začalo jejich brutální stíhání.
Zejména v anglosaských zemích se z protestantských církví v následujících stoletích dále vydělovaly nové směry, sekty, církve a hnutí, u jejichž kořenů často stál puritanismus a probuzenecké hnutí. Sem patří například metodismus, letniční hnutí (pentekostalismus) či evangelikalismus (protestantský fundamentalismus). Vznikly ovšem i směry na hranici tradičního křesťanství, které nejsou obvykle ostatními církvemi považovány za křesťanské, například mormonismus a Svědkové Jehovovi. Vznikaly i menší, okrajové náboženské skupiny. Do doby vzestupu protestantství zapadá počátek tzv. nadkonfesního křesťanství, přesvědčení, že nemají existovat žádné církevní instituce. Usiluje o globální církev bez jakékoliv vnější organizace. Přívrženci těchto myšlenek často neuznávají světskou moc, jsou v nich často obsaženy anarchistické prvky. Podobně jako jiné protestantské odnože, i zde je důraz na individuální spiritualismus, víra je soukromou záležitostí každého člověka. Mezi zastánce nadkonfesního křesťanství patřil například lékař Paracelsus, či teologové Valentin Weigel a Jakob Böhme. Toto učení se ale na rozdíl od jiných protestantských odnoží příliš nešířilo, mezi jednotlivými zastánci panovaly kolosální rozdíly a nakonec zaniklo na úkor jiných sekt.

## Učení
Pro protestantismus je typický důraz na Písmo jako zdroj zjevené Pravdy, vůči katolictví se vymezuje mj. popřením církevní tradice jakožto dalšího zdroje zjevení rovnocenného Písmu (Lutherova zásada sola scriptura). Jeden z hlavních bodů reformace bylo vyloučit elementy „magičnosti“ z církevních obřadů a víry, likvidace všech elementů, které katolická církev přejala od starších náboženství v období svého vzniku. Rituály katolické církve zasahovaly kromě sakrálního prostoru (např. kostel) i do běžného světa, čemuž se většina protestantských odnoží snaží zamezit. Protestanti se odvracejí od kultu svatých, nepřikládají jim zdaleka takovou váhu jako katolíci. Obzvlášť viditelný je tento rozdíl v případě Marie, matky Ježíšovy, která není v protestantských církvích nebiblicky privilegovaná. U protestantů se bohoslužba od počátku reformace vede v národních jazycích. Další rozdíl s katolíky je v zádušní bohoslužbě. V katolické verzi se prosí u Boha za odpuštění časných trestů zesnulého spaseného člověka, v protestantské si společenství připomíná vážnost smrti a nutnost víry pro její překonání.

## Církve
Protestantské církve je souhrnné označení církví vzešlých z reformace a z následných duchovních hnutí uvnitř těchto církví. Církve čerpající primárně z Lutherova odkazu se nazývají luteráni (Augsburské vyznání). Protestanti navazující zejména na odkaz Jana Kalvína se nazývají kalvinisté nebo reformovaní (Helvetské vyznání). K protestantismu se řadí i anglikánská církev a menší svobodné/evangelikální církve, např. adventisté, baptisté, metodisté, presbyteriáni, puritáni, mennonité, letniční a podstatná část charismatiků.
Protestanti je společný název pro členy těchto církví.
Někdy bývá pojem protestanti ztotožňován s pojmem evangelíci; většinově je však pojem evangelíci chápán úžeji a je vyhrazen jen pro nejstarší protestantské proudy, tedy pro luterány, kalvinisty a případně metodisty.

## Protestantské církve v Česku
- Českobratrská církev evangelická – největší česká protestantská církev. Vznikla v roce 1918 sloučením luterské (augsburské) a kalvinistické (reformované, helvétské) církve. Slouží jí fakulta na Univerzitě Karlově – Evangelickou teologickou fakultu Univerzity Karlovy.
- Jednota bratrská, později též Moravští bratří nebo Unitas fratrum – nejstarší česká protestantská církev; byla založena v roce 1457 (Kunvald u Žamberka), celosvětově obnovena v roce 1727 hrabětem Zinzendorfem a v českých zemích v roce 1880 pod názvem Evangelická bratrská církev.

### Luterské církve
- Slezská církev evangelická augsburského vyznání (SCEAV) – nejstarší luterská církev v Česku působící zejména v Těšínsku a Moravskoslezském kraji.
- Luterská evangelická církev augsburského vyznání v České republice (LECAV) – vznikla oddělením se od SCEAV v roce 1995, protože někteří duchovní SCEAV spolupracovali s StB. Po revoluci SCEAV požadovala jejich odstoupení, což odmítli a založili LECAV.
- Evangelická církev augsburského vyznání v České republice (ECAV) – vznikla v roce 1993 transformací sboru Slovenské evangelické církve augsburského vyznání v Praze na samostatnou církev.
- Česká evangelická luteránská církev – malá státem neregistrovaná církev působící v západních Čechách. Je misijním působištěm Evangelické luteránské synody v USA.

### Původem anglosaské církve
Jde o církve původem vzniklé jako puritánské disidentské hnutí v anglikánské, (v USA zvané episkopální) církvi.
- Církev bratrská – reformovaná církev, vzniklá v 19. stol. spojením domácího probuzeneckého hnutí a misijní činnosti zahraničních misionářů.
- Baptisté (Společenství baptistických sborů a Bratrská jednota baptistů) – navazují na novokřtěnce; vznikli v roce 1611, v českých zemích koncem 19. století.
- Evangelická církev metodistická – vznikla v roce 1739, v Československu po 1. světové válce.
- Armáda spásy – vznikla z metodistické církve v roce 1865, v Československu po 1. světové válce.
- Církev adventistů sedmého dne – vznikla v roce 1863, ale její počátky se datují k Milleritskému hnutí v letech 1830 - 1844; v českých zemích koncem 19. století (první literatura vydaná česky roku 1893, první sbor v roce 1902).
- Křesťanské sbory (plymouthští bratří) – vznikly v roce 1831, na území ČR od roku 1909.
- Apoštolská církev – letniční hnutí, ve světě i v Československu od počátku 20. století.
- Křesťanské společenství – charismatické hnutí, které se oddělilo roku 1990 od českobratrské evangelické církve příklonem k některým letničním myšlenkám.
- Křesťanská církev Cesta života je malá, státem neregistrovaná, charizmatická církev, působící v Jižních Čechách; vznikla odštěpením od Církve bratrské

### Ostatní církve hlavního proudu křesťanství
- Církev československá husitská – považuje se za dědičku (první) České reformace. Vznikla v roce 1920 odtržením od římskokatolické církve. Má vlastní fakultu na Univerzitě Karlově.

### Náboženské společnosti s reformačními kořeny, které však nejsou obecně řazeny mezi křesťanské církve
I když tyto náboženské společnosti svou víru od křesťanství a reformace odvozují, nauky těchto náboženských společností se podstatně liší od některých bodů Apoštolského vyznání víry, které je tradičními církvemi uznáváno jako základní definice křesťanské víry. Členové těchto náboženských společností proto nejsou tradičními církvemi počítáni mezi křesťany, byť se za ně sami považují.
- Novoapoštolská církev. Vznikla v Německu v roce 1863.
- Církev Ježíše Krista Svatých posledních dnů (mormoni). Vznikla v roce 1830.
- Náboženská společnost Svědkové Jehovovi
- Náboženská společnost českých unitářů
- Náboženská společnost přátel (Kvakeři)

### Představitelé českého státu protestantského vyznání
- Fridrich Falcký (1619-1620)
- Tomáš Garrigue Masaryk (1918-1935)